# Белль (Дисней)
Белль (фр. Belle — красавица) — главная героиня диснеевского мультфильма Красавица и Чудовище, снятого по мотивам одноимённой сказки Жанны Мари Лепренс де Бомон.

## Описание
Белль — юная девушка из французской деревни, и единственная дочь изобретателя Мориса. Очень смелая, умная и красивая. Больше всего на свете обожает читать. Стала принцессой, выйдя замуж за принца Адама, освободив его от колдовских чар волшебницы, которая за его жестокосердность превратила принца в чудовище. По происхождению Белль — француженка.
Белль — пятая принцесса Диснея, единственная из них шатенка.

## Фильмы
Однажды в сказке

### Sing Me a Story with Belle
Игровой телесериал, в котором Белль (её играет Линдси Маклеод) живёт во Франции и имеет свой собственный музыкально-книжный магазин. Ей помогают два волшебных книжных червя Льюис и Кэрол (отсылка к Льюису Кэрроллу). Также в магазине есть кошка Хармони. Книжный магазин посещают местные дети, которым Белль рассказывает истории или поёт песни, с моралью, которая соответствует текущей ситуации, происходящей в магазине или с детьми.

## Другие появления
Спустя три года после выхода мультфильма на Бродвее вышел мюзикл по его мотивам. Мюзикл был настолько популярен, что его показали почти во всех странах мира, в том числе и в России. В оригинальной версии Белль играли следующие актёры:
- Сьюзан Эган
- Кэрри Батлер
- Дебби Гибсон
- Тони Брэкстон
- Андреа МакАдли
- Джейми-Линн Сиглер
- Меган МакГиннис
- Кристи Карлсон Романо
- Эшли Броун
- Сара Литзсингер
- Сара Уриати Берри
- Аннилизи ван Поль.
- Эмма Уотсон
- Эмили Де Рэвин

В русской версии мюзикла Белль играли Екатерина Гусева и Наталия Быстрова.
Белль также появляется в мультсериале «Мышиный дом» вместе с остальными персонажами и компьютерных играх по мотивам мультфильма.
Белль появлялась в качестве камео в мультсериале «София Прекрасная».
В «Ральф против интернета» Белль появляется вместе с другими принцессами Диснея как пользователь сети в фильме «Oh, my Disney».

## В кинематографе
В современном кино персонаж Белль очень популярен. В ремейке мультфильма 2017 года роль Белль исполнила британская актриса Эмма Уотсон, а роль чудовища исполнил английский актёр Дэн Стивенс. В сериале «Однажды в сказке» роль Белль исполнила Эмили Де Рэвин.

## Появление в парках «Диснея»

### Диснеевские принцессы
Белль является частью линии диснеевских принцесс — франшизы о принцессах из мультфильмов студии Walt Disney, которая включает в себя различные товары — игрушки, музыкальные альбомы, компьютерные игры, канцелярские товары, одежду и многое другое.

## Создание персонажа
Как и с предыдущими мультфильмами студии Disney с человеческими персонажами, была нанята актриса, которая исполняла роль Белль, чтобы аниматоры могли основывать свои эскизы на движениях реального человека. В данном случае эту работу выполнила Шерри Стоунер, которая уже занималась этим, играя Ариэль на съёмках мультфильма «Русалочка».
Глен Кин, главный аниматор, создававший Чудовище, и один из аниматоров Белль, Марк Хенн, рисовали этих персонажей в одних сценах, находясь в разных концах США — Кин был в анимационной студии в Глендейле, штат Калифорния, а Хенн находился на студии Disney-MGM во Флориде. Для того чтобы согласовывать сцены, аниматорам приходилось ежедневно обмениваться рисунками через курьеров.
Озвучивала персонаж  Пейдж О'Хара.

## Интересный факт
- Платье Белль появляется в мультсериале Гаргульи, его носит Элиза Маза на маскараде.